# Jaromír Hanzlík
Jaromír Hanzlík, né le 16 février 1948 à Český Těšín (alors en Tchécoslovaquie), est un acteur tchécoslovaque puis tchèque .

## Biographie
Jaromír Hanzlík naît le 16 février 1948 à Český Těšín, commune de Tchécoslovaquie située sur la frontière avec la Pologne. Il commence sa carrière au cinéma très jeune, avec des rôles d'enfant dans de petites productions.
En 1965, à l'âge de 17 ans, il est révélé en jouant dans Finsky nůž. Il interprète l'un des deux personnages principaux, en fuite après qu'ils pensent avoir accidentellement tué un homme lors d'une bagarre. Il joue ensuite l'année suivante dans Un chariot pour Vienne.
Dans les années 1970, il joue des premiers rôles dans des films populaires et devient « l'acteur le plus populaire de la jeune génération ». Il incarne notamment le rôle-titre dans Comment noyer le Docteur Mracek ou la fin des ondins en Bohême en 1974 et joue des jeunes hommes. Dans les années 1980 et 1990, il se tourne vers des rôles de personnages plus âgés, notamment dans Une blonde émoustillante (1980) et Les Festivités du Perce-neige (1984), tous deux réalisés par Jiří Menzel.
Il participe également à des productions télévisées et est acteur de théâtre.

## Filmographie partielle
- 1971 : Metráček
- 1977 : Žena za pultem, série télévisée : le magasinier Oskar Hemerlík
- 1978: Tajemství Ocelového města : Marcel Zodiak
- 2009 : Muži v říji : Jarda Hanák